# 源信 (僧人)

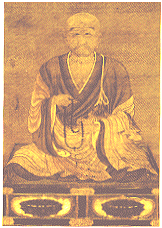
源信的画像

源信（942年—1017年），日本大和（奈良县）人，世称惠心僧都，日本天台宗高僧，淨土真宗亦尊為祖師。
源信从师于良源。其著作丰富，其中《一乘要决》因阐扬天台宗义而著名于世；《往生要集》则提倡天台念佛与善导的“称名念佛”，为日本净土宗经典，其学派系为惠心流，相对于觉运“檀那流”。宽仁元年圆寂。